# ویکرام ودها (فیلم ۲۰۱۷)
ویکرام ودها (به انگلیسی: Vikram Vedha) فیلمی محصول سال ۲۰۱۷ و به کارگردانی پوشکار-گایاتری است. در این فیلم بازیگرانی همچون رانگاناتان مدهوان، ویجی ستوپاتی، شرادها سرینات، کاتیر و وارالاکسمی ساراتکومار ایفای نقش کرده‌اند.